# ريتشارد بانكس
ريتشارد بانكس (بالإنجليزية: Richard Banks)‏ هو مصرفي بريطاني، ولد في 1952 في ستوكبورت في المملكة المتحدة.